# 18293 Пілюгін
18293 Пілюгін (18293 Pilyugin) — астероїд головного поясу, відкритий 27 вересня 1978 року.
Тіссеранів параметр щодо Юпітера — 3,521.